# Woeste hoogten
Woeste Hoogten (oorspronkelijke titel: Wuthering Heights) is de enige roman van de Britse schrijfster Emily Brontë, gepubliceerd in 1847 onder het pseudoniem Ellis Bell. Het verhaal behelst de gepassioneerde en tumultueuze relatie tussen Catherine Earnshaw en Heathcliff, en hoe vernietigend hun liefde voor beide families is. Wuthering Heights behoort tot de belangrijkste en invloedrijkste boeken uit de Engelse literatuur. Het boek werd in het Nederlands ook uitgebracht als De barre hoogte, De Wilde Hoogte en De woeste hoogte.

## Inhoud
Het vertelt de gebeurtenissen in de families Linton en Earnshaw, waarin de hoofdpersoon Heathcliff uit haat en rancune verderf zaait die doorwerkt in de volgende generaties en waar uiteindelijk bijna iedereen aan ten onder gaat.

## Verteltechniek
De roman is een raamvertelling. Lockwood, de verteller, huurt een huis van Heathcliff en krijgt van diens huishoudster Nellie Dean het verhaal over de liefdesaffaire te horen.
In eerste instantie werd het boek beschreven als een mindere en qua taalgebruik veel grovere versie van Jane Eyre, het bekende boek van haar zus Charlotte. Maar in de loop der jaren ontdekten mensen de innovatieve manier van vertellen en vond men het boek zelfs beter en origineler dan de boeken van haar zussen Charlotte en Anne.

## Achtergrond
De naam van het boek verwijst naar het gelijknamige landhuis waarrond het verhaal zich afspeelt.
In vergelijking met andere 19e-eeuwse Engelse romans valt Wuthering Heights op door zijn onmiskenbare originaliteit. De boeken van andere Engelse romanschrijvers uit die periode, waaronder ook die van Emily's eigen zusters, gaan over de relaties, de moraal en de zeden van de 'beschaafde hogere kringen'. Hoewel Emily Brontë hoegenaamd geen sociaal leven had, zelden het huis verliet en de wereld buiten Haworth haar niet interesseerde, had zij niettemin een passioneel en turbulent innerlijk leven. Tijdens haar tochten op de heide vond ze in de wilde natuur levende manifestaties, zo leek het, van dezelfde krachten die in haar strijd leverden.

## Publicatiegeschiedenis
Een tweede, postume editie werd uitgebracht onder redactie van haar zus Charlotte Brontë.

## Reacties
De grotendeels negatieve reacties op het boek waren voorspelbaar, met name omdat het niet voldeed aan verwachtingen van wat een roman hoorde te zijn: het doel van fictie was het brengen van een aangenaam gevoel, en dat deed Wuthering Heights niet. Kritieken sabelden het neer als 'coarse', 'disagreeable', 'painful' en 'shocking'. Sommigen roemden het werk wel om zijn 'powerful imagination', maar het oordeel van de meeste critici bleef vernietigend: het was geen kunstwerk, omdat de schrijfster onvoldoende inspanning had gedaan om de lezer te behagen... Het duurde nog tot 1850 vooraleer een literaire criticus de echte waarde van het boek inzag. Sydney Thompson Dobell (in 'The Palladium') schreef een recensie waarin hij het verwezenlijken van echte kunst gelijkstelde aan het vermogen om de innerlijke verbeelding, op de manier zoals een gedicht dat doet, een stem te geven. Hiermee erkende hij Emily Brontës "instinctive art", een kunst die volledig onafhankelijk was van externe principes. Enkele maanden later formuleerde G.H. Lewes dit heel treffend in The Leader:
"The artist does not possess, but is possessed..."

## Invloed en adaptaties
Woeste Hoogten is inmiddels in vele talen vertaald en meerdere malen verfilmd (o.a. in een versie uit 1939) en voor het theater bewerkt. Ook is het boek bekend geworden door het gelijknamige nummer van zangeres Kate Bush uit 1978, die hiermee haar grootste hit had. De plaat Wind & Wuthering uit 1976 van Genesis bevat twee tracks die de slotzinnen van het boek als titel hebben, namelijk "Unquiet Slumbers for the Sleepers..." en "...In That Quiet Earth".
Woeste Hoogten werd in 2002 opgenomen in de lijst van Belangrijkste boeken uit de wereldliteratuur (Verdensbiblioteket), samengesteld op initiatief van de gezamenlijke Noorse boekenclubs en de Zweedse Academie.

## Nederlandstalige vertalingen vanWuthering heights
Alleen al in de 20e eeuw verscheen een tiental Nederlandstalige vertalingen van Wuthering heights:
- Woeste hoogten. Vert. Akkie de Jong. 1e druk: Groningen, BoekWerk, 1998
- De woeste hoogten. Vert. Frans Kellendonk. 1e druk: Utrecht, Veen, 1989
- De woeste hoogte. Vert. José van Vonderen. Utrecht, Spectrum, 1980
- De barre hoogte. Vert. Frans van Oldenburg Ermke. Antwerpen, Dageraad, 1978 (ed. Amsterdam 1979 o.d.t. De woeste hoogte)
- Woeste hoogten. Vert. I.E. Prins-Willekes MacDonald. Utrecht, L.J. Veen, 1967
- De woeste hoogte. Vert. K. Luberti. Utrecht, Spectrum, 1956. (3e druk 1959 o.d.t. Woeste hoogten)
- Wilde hoogten (2 dln.) Vert. Clara Eggink. Amsterdam, De Geïllustreede Pers N.V>, 1952-1960
- De woeste hoogte. Vert. Elisabeth de Roos. Amsterdam, Contact, 1941
- Het huis der stormen. Haarlem, De Spaarnestad, 1939